# 克洛伊·斯沃布里克
克洛伊·斯沃布里克（英語：Chlöe Charlotte Swarbrick，1994年6月26日—）是新西兰政治家，在参加2016年奥克兰市长选举但未获成功后，她成为奥特亚罗瓦新西兰绿党的候选人，参加了2017年新西兰大选，并在23岁时成为新西兰国会议员。
在2020年新西兰大选中，斯沃布里克当选为奥克兰中央区议员，成为有史以来第二位赢得选区席位的绿党议员。
2024年3月，斯沃布里克当选为绿党联合领袖。
目前，斯沃布里克是绿党精神健康事务、药物法律改革事务、税收事务、气候变化事务，以及财政事务发言人。

## 早年经历
斯沃布里克出生于奥克兰，年幼时父母离异，之后随母亲在英国生活了6个月，又在巴布亚新几内亚与父亲生活了18个月。
她17岁时进入奥克兰大学学习，2016年毕业时获得法学学士学位和哲学学士学位。她说自己并不想成为一名律师，而是希望更多地了解《怀唐伊条约》和法律制度。

## 个人生活
2020年1月，有报道称斯沃布里克与同性女友纳丁·沃克（Nadine Walker）订婚数月，但她们一直对这段关系保密。
斯沃布里克患有计算障碍症，并有抑郁和焦虑的病史。斯沃布里克每周都会去看心理医生，并服用抗抑郁药物。